# Siegfried Handloser
Siegfried Adolf Handloser, född den 25 mars 1885 i Konstanz, Storhertigdömet Baden, Kejsardömet Tyskland, död den 3 juli 1954 i München, var en tysk läkare. Under andra världskriget var han chef för Wehrmachts medicinska avdelning.
Efter andra världskriget åtalades Handloser vid Läkarrättegången, där det framkom att han hade haft full kännedom om de medicinska experiment som utfördes på krigsfångar och koncentrationslägerfångar. Han dömdes till livstids fängelse för krigsförbrytelser och brott mot mänskligheten. Straffet omvandlades senare till 20 års fängelse; han frigavs dock av hälsoskäl år 1953.